# Guillermo (obispo de Segovia)
Guillermo fue un religioso español del siglo XII, que aparece como obispo de Segovia en el año 1158.
Se desconoce la fecha en la que fue nombrado titular de la diócesis, en sustitución del obispo don Vicente, del que no se tienen noticias a partir de 1155. Por escritura otorgada en Segovia el 13 de julio de 1158, el rey Sancho III de Castilla hizo donación al obispo don Guillermo, para sí y para la diócesis, la propiedad de la villa de Navares de las Cuevas, en tierra de Sepúlveda; el mismo día, el rey le confirmó la donación que hizo su tía, la infantaSancha de Castilla, de la villa de Alcazarén. 
También aparece en la concesión de privilegios que el rey Alfonso VIII de Castilla le hizo a la ciudad en el año 1161. El mismo año hizo concordia con los vecinos de la villa de Girenduch, cerca de Toledo, cuya propiedad pertenecía a la diócesis, liberando la mitad de la propiedad del lugar para los propios vecinos.
Asistió, aún como obispo de Segovia, a los desposorios celebrados en septiembre de 1170 en Tarazona entre el rey Alfonso VIII de Castilla y la infanta Leonor Plantagenet, hija de Enrique II de Inglaterra, constituyendo la última noticia que se tiene de su persona, y ya en 1173 aparece como obispo de la diócesis don Gonzalo.